# 振草
振草（ふりくさ）は、愛知県北設楽郡東栄町の大字である。182の小字が設置されているが丁目は設定されていない。

## 地理
東栄町の北西部に位置し設楽町と接する。北東に大峠、南西には古戸山、南西には明神山、西には大鈴山が聳え、山頂付近が設楽町津具、平山、豊根村上黒川、中設楽、足込との境界になっている。

### 山岳
- 大峠
- 古戸山
- 明神山
- 大鈴山

### 河川
- 大千瀬川
  - 鴨山川
    - 河内川
    - 楮川
    - 日陰川
    - 鴨山水無川

  - 下粟代川
  - 釜沢川
  - 新畑川
  - 押平川

### 小字
| - 字上粟代池平（かみあわしろいけたいら） - 字上粟代池島（かみあわしろいけのしま） - 字上粟代稲目平（かみあわしろいなめだいら） - 字上粟代稲目（かみあわしろいなめ） - 字上粟代今水（かみあわしろいまみず） - 字上粟代上ノ山（かみあわしろうえのやま） - 字上粟代大稲目（かみあわしろおおいなめ） - 字上粟代大野平（かみあわしろおおのたいら） - 字上粟代大平谷（かみあわしろおおひらたに） - 字上粟代落石（かみあわしろおちいし） - 字上粟代隠平（かみあわしろおんだいら） - 字上粟代貝久保（かみあわしろかいくぼ） - 字上粟代釜沢（かみあわしろかまさわ） - 字上粟代上新畑（かみあわしろかみあらはた） - 字上粟代上貝津（かみあわしろかみがいつ） - 字上粟代川向（かみあわしろかわむき） - 字上粟代小稲目（かみあわしろこいなめ） - 字上粟代小谷坂（かみあわしろこたにさか） - 字上粟代小田（かみあわしろこだ） - 字上粟代下戸沢（かみあわしろしもとさわ） - 字上粟代杉下（かみあわしろすぎした） - 字上粟代田口貝津（かみあわしろたぐちかいつ） - 字上粟代田端（かみあわしろたばた） - 字上粟代同道（かみあわしろどうどう） - 字上粟代戸沢（かみあわしろとざわ） - 字上粟代涛々山（かみあわしろどどやま） - 字上粟代中新畑（かみあわしろなかあらはた） - 字上粟代中川原（かみあわしろなかがわら） - 字上粟代中村（かみあわしろなかむら） - 字上粟代軒山（かみあわしろのきやま） - 字上粟代橋場（かみあわしろはしば） - 字上粟代羽根（かみあわしろはね） - 字上粟代日影（かみあわしろひかげ） - 字上粟代日向（かみあわしろひよも） - 字上粟代佛地（かみあわしろぶつち） - 字上粟代宮平（かみあわしろみやだいら） - 字上粟代休石（かみあわしろやすみいし） | - 字上粟代若栃（かみあわしろわかとち） - 字小林青柴（こばやしあおしば） - 字小林新畑（こばやしあらはた） - 字小林石神沢（こばやしいしかみざわ） - 字小林大平（こばやしおおひら） - 字小林押平（こばやしおしだいら） - 字小林柏原（こばやしかしわばら） - 字小林上新畑（こばやしかみあらはた） - 字小林上日向（こばやしかみひむき） - 字小林サガ坂（こばやしさがさか） - 字小林下新畑（こばやししもあらはた） - 字小林下日向（こばやししもひむき） - 字小林仙登（こばやしせんと） - 字小林滝の沢（こばやしたきのさわ） - 字小林伝田野（こばやしでんだの） - 字小林トエグチ（こばやしとえぐち） - 字小林中田（こばやしなかだ） - 字小林中日向（こばやしなかひむき） - 字小林梨沢（こばやしなしざわ） - 字小林林（こばやしはやし） - 字小林日影（こばやしひかげ） - 字小林馬屋ノ入（こばやしまやのいり） - 字小林村栗（こばやしむらくり） - 字小林若杉（こばやしわかすぎ） - 字下粟代ウヅ（しもあわしろうづ） - 字下粟代大久保（しもあわしろおおくぼ） - 字下粟代大滝（しもあわしろおおたき） - 字下粟代大平瀬（しもあわしろおおひらせ） - 字下粟代大平（しもあわしろおおひら） - 字下粟代大屋路（しもあわしろおおやじ） - 字下粟代紙屋貝津（しもあわしろかみやがいつ） - 字下粟代下ッ沢（しもあわしろくだっさわ） - 字下粟代黒内（しもあわしろくろうち） - 字下粟代黒瀬（しもあわしろくろせ） - 字下粟代笹林（しもあわしろささばやし） - 字下粟代清代（しもあわしろせいしろ） - 字下粟代底瀬（しもあわしろそこせ） | - 字下粟代田ノ尻（しもあわしろたのしり） - 字下粟代田畑（しもあわしろたばた） - 字下粟代作り道（しもあわしろつくりみち） - 字下粟代登証那（しもあわしろとしょな） - 字下粟代中貝津（しもあわしろなかがいつ） - 字下粟代中根（しもあわしろなかね） - 字下粟代西貝津（しもあわしろにしがいつ） - 字下粟代軒山（しもあわしろのきやま） - 字下粟代萩平（しもあわしろはぎたいら） - 字下粟代畑ケ紙（しもあわしろはたけがみ） - 字下粟代花丸（しもあわしろはなまる） - 字下粟代日影（しもあわしろひかげ） - 字下粟代東貝津（しもあわしろひがしがいつ） - 字下粟代東山（しもあわしろひがしやま） - 字下粟代引沢（しもあわしろひきさわ） - 字下粟代日向（しもあわしろひむき） - 字下粟代細田（しもあわしろほそだ） - 字下粟代堀田島（しもあわしろほったじま） - 字下粟代前田（しもあわしろまえだ） - 字下粟代丸山（しもあわしろまるやま） - 字下粟代向黒瀬（しもあわしろむかいくろせ） - 字下粟代向畑（しもあわしろむかいばた） - 字下粟代向山（しもあわしろむかいやま） - 字下粟代弓場（しもあわしろゆんば） - 字古戸青瀬（ふつとあおぜ） - 字古戸青栃（ふつとあおどち） - 字古戸浅井（ふつとあさい） - 字古戸アテ山（ふっとあてやま） - 字古戸錨（ふつといかり） - 字古戸石原（ふつといしはら） - 字古戸井戸沢（ふっといどさわ） - 字古戸糸百合（ふつといとゆり） - 字古戸魚留メ（ふっとうおどめ） - 字古戸漆畑（ふっとうるしばた） - 字古戸大嵐（ふっとおおあらし） - 字古戸大桑（ふっとおおくわ） | - 字古戸大瀬（ふっとおおせ） - 字古戸大多平（ふっとおおだひら） - 字古戸大飛石（ふっとおおとびいし） - 字古戸大平（ふっとおおひら） - 字古戸押腕（ふっとおしうで） - 字古戸押平（ふっとおしだいら） - 字古戸小茂黒（ふっとおもぐろ） - 字古戸折（ふつとおり） - 字古戸柿平（ふつとかきだいら） - 字古戸釜中（ふっとかまなか） - 字古戸鴨山（ふつとかもやま） - 字古戸川合ノキ（ふっとかわいのき） - 字古戸川合（ふつとかわい） - 字古戸川越（ふっとかわごえ） - 字古戸川向イ（ふっとかわむかい） - 字古戸樺（ふっとかんば） - 字古戸北浅井（ふつときたあさい） - 字古戸崩沢（ふっとくずれざわ） - 字古戸久満土（ふつとくまんど） - 字古戸久楽平（ふっとくらだいら） - 字古戸栗島軒（ふっとくりじまのき） - 字古戸栗島（ふっとくりじま） - 字古戸黒畑沢（ふっとくろはたさわ） - 字古戸蛙林（ふつとげろばやし） - 字古戸小錨（ふっとこいかり） - 字古戸楮川（ふっとこうぞがわ） - 字古戸越太和（ふっとこえだわ） - 字古戸小瀬戸（ふつとこぜと） - 字古戸坂中（ふっとさかなか） - 字古戸差又（ふっとさすまた） - 字古戸沢奥（ふつとさわおく） - 字古戸沢戸（ふつとさわど） - 字古戸神田（ふつとじんで） - 字古戸杉畑上（ふっとすぎはたかみ） - 字古戸杉畑（ふっとすぎはた） - 字古戸簾畑（ふっとすだればた） | - 字古戸瀬戸（ふつとせと） - 字古戸村行（ふっとそんぎょう） - 字古戸滾土（ふっとたぎりど） - 字古戸太古木（ふっとたこぎ） - 字古戸太和金（ふっとたわがね） - 字古戸太和（ふっとたわ） - 字古戸寺向（ふっとてらむこう） - 字古戸寺脇（ふつとてらわき） - 字古戸度々（ふっとどうど） - 字古戸戸賀坂（ふっととがさか） - 字古戸磨谷（ふつととぎや） - 字古戸土橋（ふつとどばし） - 字古戸長尾（ふつとながお） - 字古戸奈賀篤路（ふっとながとろ） - 字古戸長畑（ふっとながはた） - 字古戸中原（ふつとなかはら） - 字古戸中山（ふっとなかやま） - 字古戸夏谷沢（ふっとなつやさわ） - 字古戸西方瀬（ふっとにしかたせ） - 字古戸根木（ふっとねぎ） - 字古戸根羽（ふつとねば） - 字古戸軒（ふっとのき） - 字古戸日蔭（ふつとひかげ） - 字古戸瓢島（ふっとひょうじま） - 字古戸日向（ふっとひよも） - 字古戸峯地（ふっとほうじ） - 字古戸朴木沢（ふっとほうのきざわ） - 字古戸保木（ふっとほき） - 字古戸松畑（ふっとまつばた） - 字古戸三ツ又（ふっとみつまた） - 字古戸向イ（ふっとむかい） - 字古戸無双礼（ふっとむそうれい） - 字古戸樅金（ふっともみがね） - 字古戸森島（ふっともりしま） - 字古戸横山（ふっとよこやま） - 字古戸輪手貝津（ふつとわでがいつ） |

## 歴史
北設楽郡振草村を前身とする。
1889年10月1日に古戸村、小林村、下粟代村、上粟代村、平山村、神田村、川合村の一部が合併し、振草村となる。
1956年9月30日に振草村の一部（古戸、上粟代、下粟代、小林）が編入される。同日、振草村廃止。
編入後は、東栄町大字振草となる。旧振草村の「大字＋字」が、東栄町大字振草の「字」とされた。

## 世帯数と人口
2015年（平成27年）10月1日現在の世帯数と人口は以下の通りである。
| 大字 | 世帯数  | 人口  |
| ---- | ------- | ----- |
| 振草 | 165世帯 | 404人 |

### 人口の変遷
国勢調査による人口の推移
| 1995年（平成7年）  | 719人 | [ 5 ] |  |
| 2000年（平成12年） | 615人 | [ 6 ] |  |
| 2005年（平成17年） | 535人 | [ 7 ] |  |
| 2010年（平成22年） | 447人 | [ 8 ] |  |
| 2015年（平成27年） | 404人 | [ 2 ] |  |

## 施設
上粟代
- 加賀野集会所
- 振草郵便局
- 三信鉱工
- 歓喜寺

下粟代
- 金上材木店

小林
- 東栄町役場小林集会所
- 中田クリーンセンター

古戸
- 古戸公民館
- SOLATO振草
- 八幡神社
- 訪神社
- 善光寺

## 交通
道路
- 国道151号
  - 別所街道
  - 大和金トンネル
- 愛知県道80号東栄稲武線
- 愛知県道424号振草三河川合停車場線
- 愛知県道427号坂宇場津具設楽線
- 愛知県道431号八橋中設楽線

路線バス
- おでかけ北設
  - 基幹バス[9]
    - 2 - 豊根東栄線
      - 柿平（中設楽） - 島口 - 布川 - 底瀬 - 下粟代 - 杉下 - 振草郵便局前 - 粟代 - 小林
      - 布川 - 下古戸 - 古戸 - 小林
      - 古戸 - 折古戸 - 大沢（豊根村上黒川）

## その他

### 日本郵便
- 郵便番号 : 449-0213[3]（集配局：東栄郵便局[10]）。

## 参考資料
- 『角川日本地名大辞典 23 愛知県』、1989年
- 『日本歴史地名大系 23 愛知県の地名』、1981年
- 「振草本郷」本郷町史編纂委員会　昭和30年1月発行